# Tormentor (deutsche Band)
Tormentor (Eigenschreibweise TormentoR) ist eine Cottbuser Thrash-Metal-Band, die 2006 gegründet wurde.

## Geschichte
Die Band wurde im  Jahr 2006 von dem 12-jährigen Max Seipke gegründet. Zusammen mit dem Produzenten Evil (Antimensch) nahm er 2007 das erste Demo Lesson in Aggression auf, das im selben Jahr veröffentlicht wurde. Nach der Veröffentlichung stieg Thomas Wedemeyer als Schlagzeuger in die Band ein. Mit dem Demo und einigen neuen Songs ging es für die nächsten beiden Jahre auf Tour durch die Lausitz. Durch Radioaufnahmen wurde Mille Petrozza auf die Band aufmerksam, der die Gruppe lobte. 2010 begannen für das Debütalbum Violent World die Aufnahmen mit dem Produzenten Evil. Nachdem diese 2011 beendet waren, kamen Kevin Hauch als Gitarrist und Christian Schomber als Bassist hinzu. Im Februar 2012 wurde Violent World bei Iron Shield Records veröffentlicht. Im Anschluss ging es auf Tournee durch Brandenburg, Sachsen und auch Polen, wodurch die Gruppe ihre Bekanntheit steigern konnte. 2013 und 2014 schrieb die Band an neuen Songs, die 2016 veröffentlicht wurden. Hieraus entstand das 2016er Album Morbid Realization, das ebenfalls über Iron Shield Records erschien.

## Stil
Laut Björn Thorsten Jaschinski vom Rock Hard ist auf Violent World Thrash Metal zu hören, der der Musik von Kreator gleiche. Vor allem der Gesang ähnele dem von Mille Petrozza. Die Ausgangssituation der Gruppe erinnere an die der Suicidal Angels, wenn auch nur ohne deren Label- und Bookingagentur-Support. Den Songs wohne zwar eine Jugendlichkeit inne, jedoch gehe diese schon bald wieder verloren und die Lieder seien nun kaum noch aggressiv. Ein paar Ausgaben später rezensierte Wolfram Küper und bemerkte, dass man schon am Namen erkennen könne, dass die Band hauptsächlich durch Kreator beeinflusst worden sei. Auf der EP setze man das hohe Niveau des Debütalbums fort, wobei man den Liedern die jugendliche Unbekümmertheit und Leidenschaft anhören könne. Christian Wiederwald von Stormbringer.at bemerkte, dass man sich auf dem Album von Kreator wegbewege und hin zu frühen Sepultura-Werken tendiere, wobei die Songs von Tempowechseln und frühem Thrash Metal geprägt seien.

## Diskografie
- 2008: Lesson in Aggression (Demo, Eigenveröffentlichung)
- 2010: Violent World (Album, Iron Shield Records)
- 2016: Morbid Realization (Album, Iron Shield Records)